# Odontonema lindavii
Odontonema lindavii är en akantusväxtart som först beskrevs av Ignatz Urban, och fick sitt nu gällande namn av Acev.-rodr.. Odontonema lindavii ingår i släktet Odontonema och familjen akantusväxter. Inga underarter finns listade i Catalogue of Life.